# 丙氨酸
丙胺酸（Alanine，簡寫为Ala或A）是一種胺基酸，于1850年由阿道夫·斯特雷克通过乙醛、氨和氢氰酸的反应首次合成。丙氨酸含有胺基和羧基，二者都與中心碳原子相連，中心碳原子帶有甲基側鏈，IUPAC系統命名為2-胺基丙酸，屬於非極性胺基酸。
鳥類和哺乳類可經由食物中的糖分解所得的丙酮酸合成得到丙氨酸，因此對這些動物來說，丙氨酸為非必需氨基酸。

## 生物體內合成方式
丙酮酸與麩胺酸藉丙胺酸轉胺酶生成丙胺酸與α-酮戊二酸。

## 化學合成方式
外消旋的丙胺酸可由乙醛、氯化銨和氰化鈉進行斯特雷克氨基酸合成反应合成。